# Kanton Seligenthal
Der Kanton Seligenthal war eine Verwaltungseinheit im Distrikt Eschwege des Departements der Werra im napoleonischen Königreich Westphalen. Hauptort des Kantons und Sitz des Friedensgerichts war der Ort Seligenthal im heutigen thüringischen Landkreis Schmalkalden-Meiningen. Der Kanton war einer von sechs Kantonen in der aufgelösten hessischen Exklave der Herrschaft Schmalkalden und umfasste 11 Orte aus einem Teil der Ämter  Schmalkalden und Herrenbreitungen.
Zum Kanton gehörten die Ortschaften:

- Seligenthal
- Atzerode
- Fambach mit Burg Todenwarth
- Kirrhof und Dippach
- Heßles mit dem Nüßleshof
- Reichenbach
- Weidebrunn
- Aue-Wallenburg mit Wallenburgshof